# Chromis dimidiata
Chromis dimidiata (Klunzinger, 1871) è un pesce osseo appartenente alla famiglia Pomacentridae e alla sottofamiglia Chrominae.

## Distribuzione e habitat
La specie è diffusa nelle zone tropicali dell'Oceano Indiano dalle coste africane orientali all'Indonesia e alla Thailandia. È presente anche nel Mar Rosso. 
Vive in gruppi nella parta superiore delle barriere coralline e nelle lagune, talvolta si incontra solitario. Si può trovare a profondità fra 1 e 36 metri.

## Descrizione
L'aspetto è quello tipico del genere Chromis. La colorazione è bruno scuro o nera nella parte anteriore del corpo e biancastra nella parte posteriore, le due colorazioni sono divise da una linea netta subverticale, il colore scuro comprende la parte spinosa della pinna dorsale e i raggi spinosi della pinna anale. Nell'areale indopacifico che occupa esistono altre specie come Chromis iomelas, C. margaritifer e C. xanthura che hanno un pattern di colorazione simile e si possono distinguere grazie alla maggiore o minore estensione della colorazione scura.
Raggiunge i 9 cm di lunghezza.

## Biologia

### Comportamento
È un animale diurno.

### Alimentazione
Si nutre di alghe e zooplancton.

### Predatori
È preda di Cephalopholis hemistiktos e di Cephalopholis miniata.

### Riproduzione
È una specie ovipara, le uova aderiscono al fondale e vengono sorvegliate dal maschio.

## Conservazione
È considerata una specie abbondante nell'areale. Viene catturato in maniera abbastanza occasionale per il mercato acquariofilo. La lista rossa IUCN classifica questa specie come "a rischio minimo" vista l'ampiezza dell'areale che si sovrappone a numerose aree protette e le popolazioni abbondanti e in condizioni di stabilità.